# Torvosaurus
Torvosaurus (traducere în greaca veche "șopârla sălbatică") a fost o specie de dinozaur ce a trăit în urmă cu 155 - 144 milioane de ani (din etapele tithonian - kimmeridgian). În prezent sunt cunoscute 2 specii: T.tanneri și T.gurneyi.

## Descriere
Ajungând la o lungime cuprinsă între 9,4 și 10,8 metri Torvosaurus este unul dintre cei mai mari prădători din perioada Jurasicului. Putea atinge o înălțime totală de 2,5-3 metri și o înălțime de 2,2-2,7 metri până la șold. Masa totală este estimată de la 3,5 tone până la 5-6 tone.

## Genul
Genul Torvosaurus în prezent cuprinde două specii T.tanneri și T.gurneyi. De asemenea o generație "soră" reprezintă Edmarka rex.(numele de Edmarka îl are în legătură pe descoperitorul rămășițelor, iar "rex" desemnează rivalitatea în dimensiune cu Tyrannosaurus Rex). Această genera (gen) nu este încă bine stabilită din cauza rarității și a conservării precare suferite de-a lungul timpului. În cazul în care genul E.rex este eliminat atunci Torvosaurus ar fi atins dimensiuni mult mai mari.

## Paleoecologie
Rămășițe de Torvosaurus au fost descoperite în Portugalia (Formatiunea Lourinhã) și în America de Nord (Formațiunea  Morrison-Dry Mesa Dinosaur Quarry).
Fosilele descoperite în Portugalia (T.gurneyi) arată un animal mai mare ca în America de Nord. De asemenea recent au fost descoperite rămășițe de embrioni, iar cel mai probabil aceștia aparțin Torvosaurului.
Datorită dimensiunilor sale colosale, T.gurneyi este cel mai mare carnivor din Formațiunea Lourinhã, fiind în vârful lanțului trofic. Acesta a conviețuit alături de o specie europeană de Allosaurus (A.europaeus), Ceratosaurus, Dacentrurus (posibil sinonim cu Miragaia), un diplodocid Dinheirosaurus, brachiosaurul Lusotitan, ankylosaurul Dracopelta, și un alt teropod Lorinhanosaurus. 
În America de Nord T.tanneri, care atingea o lungime de aprox. 9 metri era în nișa de mijloc a lanțului trofic. Acest lucru se datorează faptului că în jurul său existau prădători mai mari precum Saurophaganax (posibil o specie mai mare de allosaur, A.maximus), Epanterias (o altă posibilă specie de allosaur gigant, A.amplexus) și de asemenea Allosaurus, care în America se pare că atingea dimensiuni care îl egalau pe Torvosaur. De asemenea este foarte posibil ca Allosaurii să își fi dus viața în haite.
T.tanneri, în Formațiunea Morrison conviețuia cu teropozi mai mici ca Ornitholestes, Marshosaurus, Stokesosaurus, Ceratosaurus. În ceea ce privește erbivorele, existau diplodocide precum Diplodocus, Barosaurus, Kaatedocus, apatosaurinii Apatosaurus, Brontosaurus, Supersaurus. Alte nișe în tabăra erbivorelor erau ocupate de thyreophori precum ankylosauri și stegosauri. Singurele specii cunoscute până în prezent de ankilosauri din Formațiunea Morrison sunt Mymorapelta si Gargoyleosaurus. Stegosaurii Hesperosaurus și Stegosaurus ar fi reprezentat o adevărată provocare pentru prădătorii ca Torvosaurus.
Ornithopodele nu lipseau din peisaj. Micii Othnielia și Dryosaurii împânzeau zona de luncă, iar Camptosaurii erau de asemenea prezenți. În Formațiunea Morrison existau și sauropode de dimensiune medie precum Camarasaurus, dar și giganți precum uriașul Brachiosaurus.